# Likinski Awtobusny Sawod

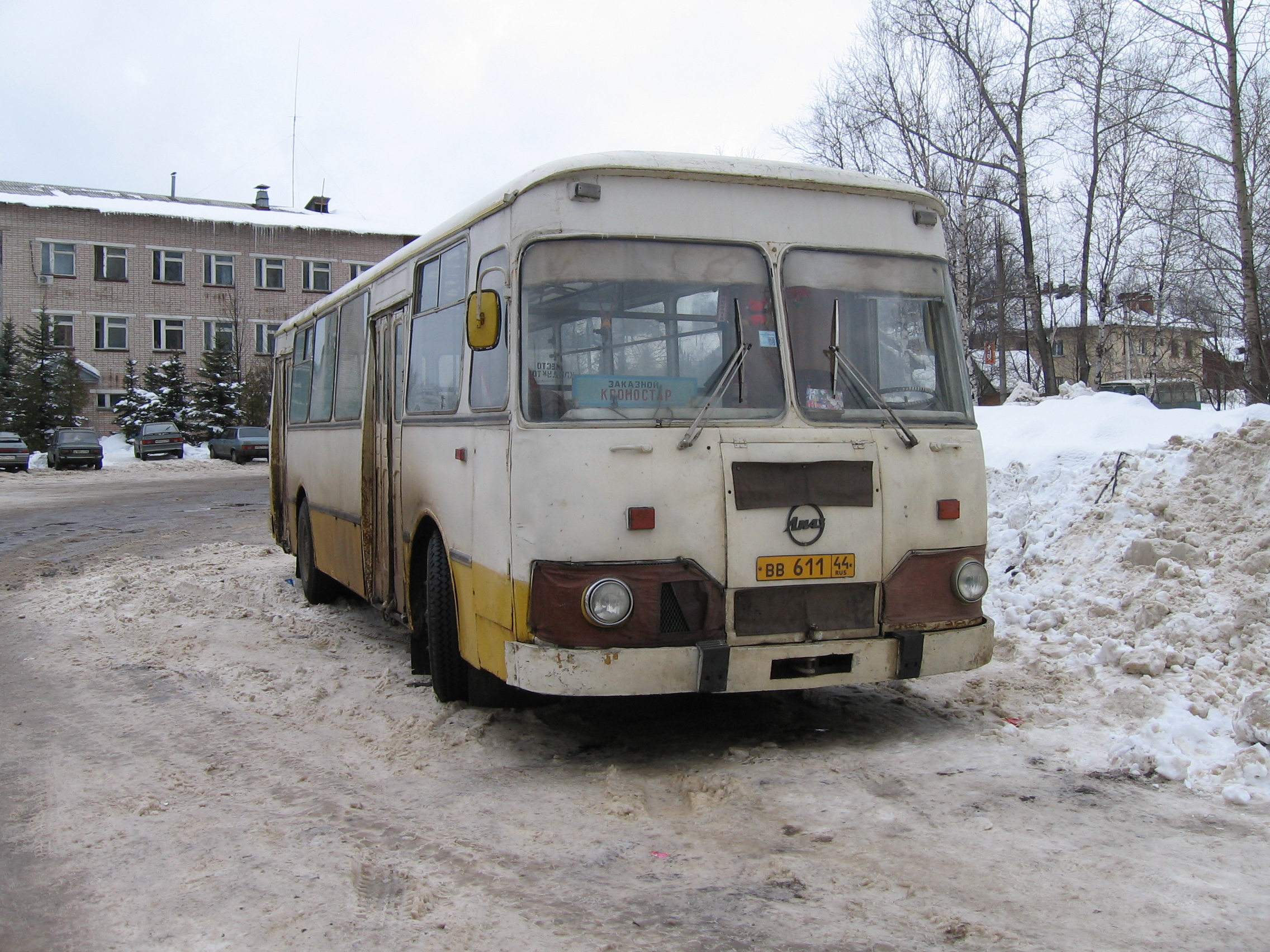
LiAZ-677 (1968–1994):
mit über 200.000 Exemplaren das meistgebaute Modell des Herstellers

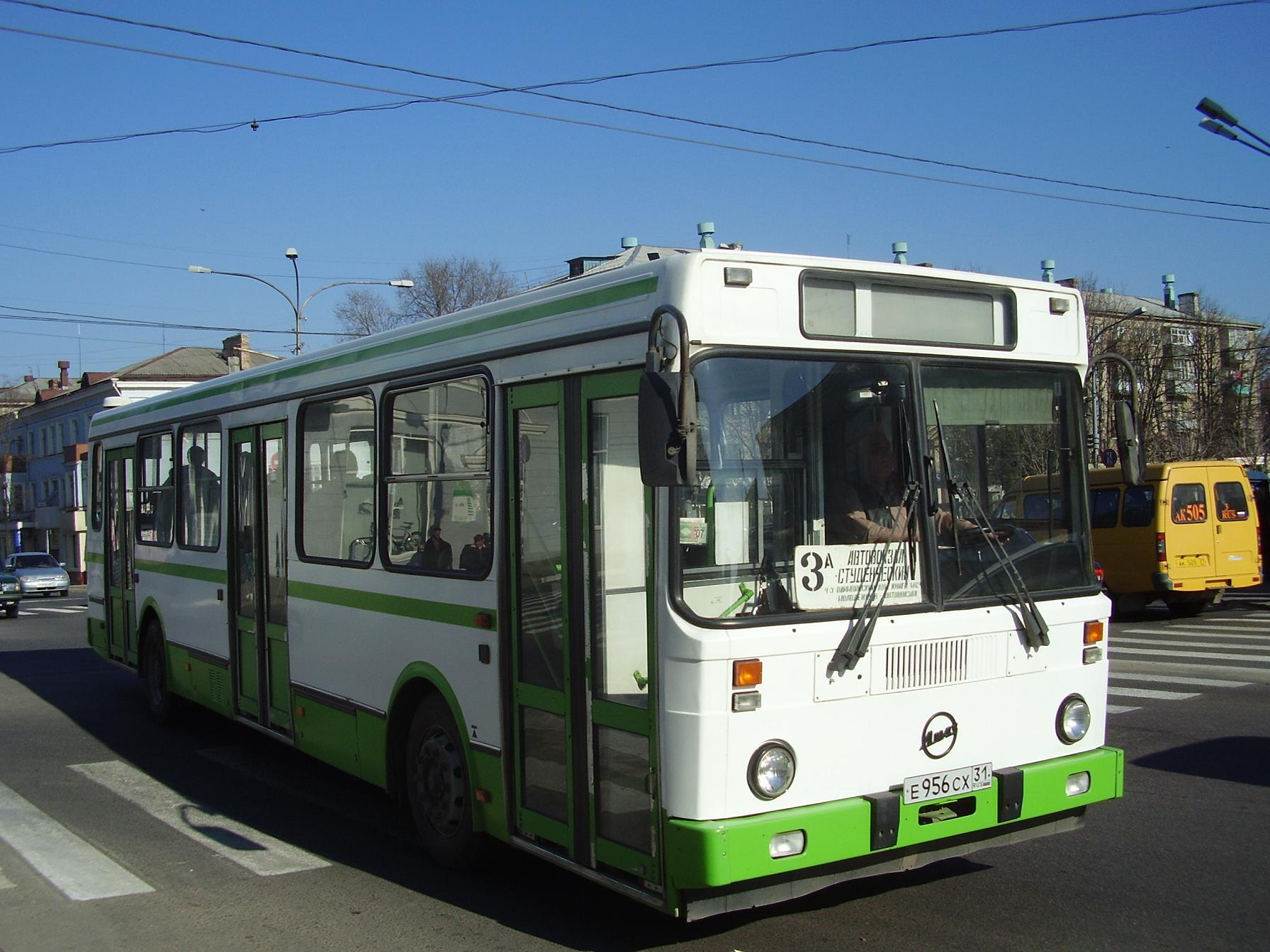
LiAZ-5256 (erste Generation)

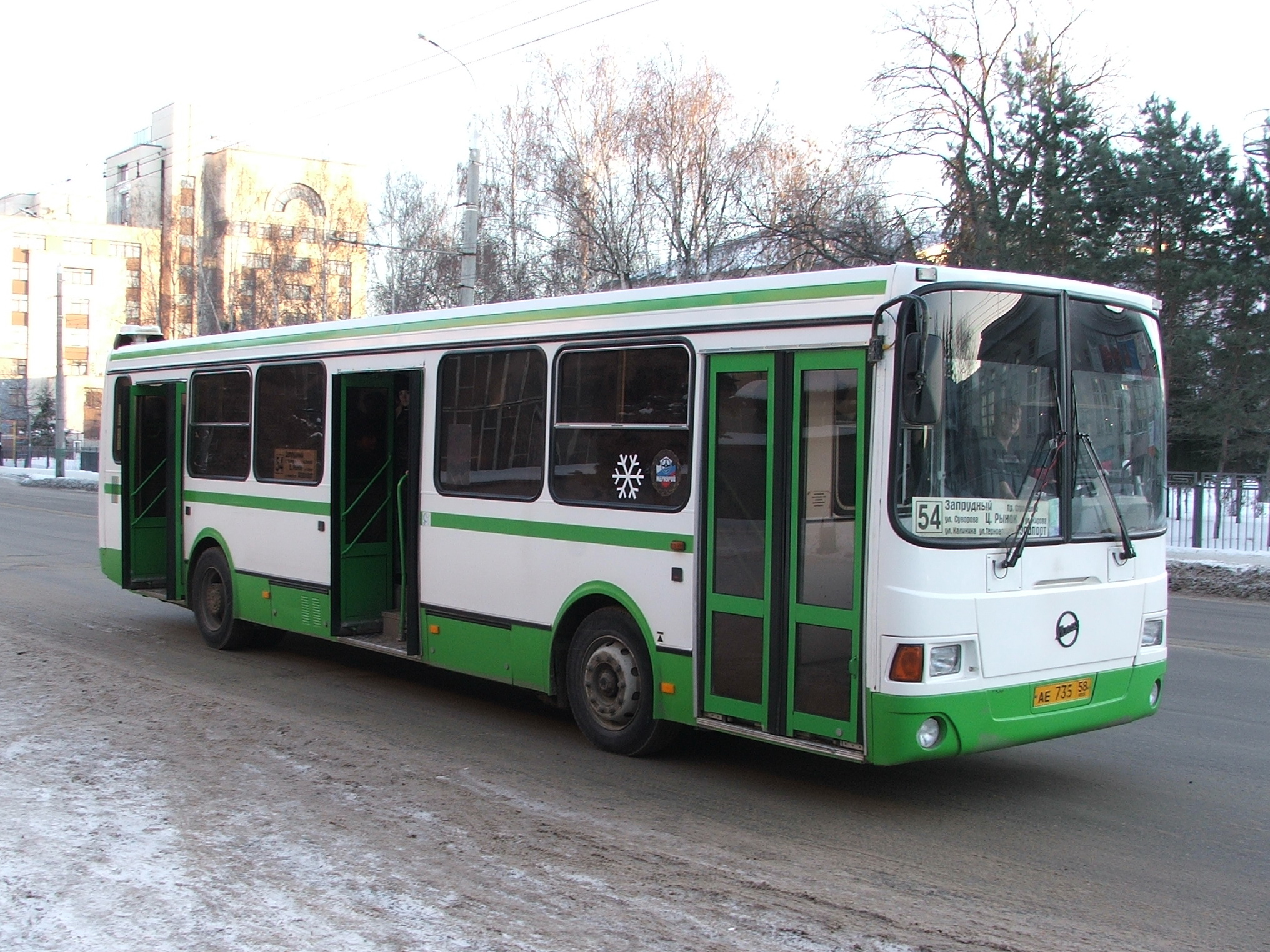
LiAZ-5256 (zweite Generation)

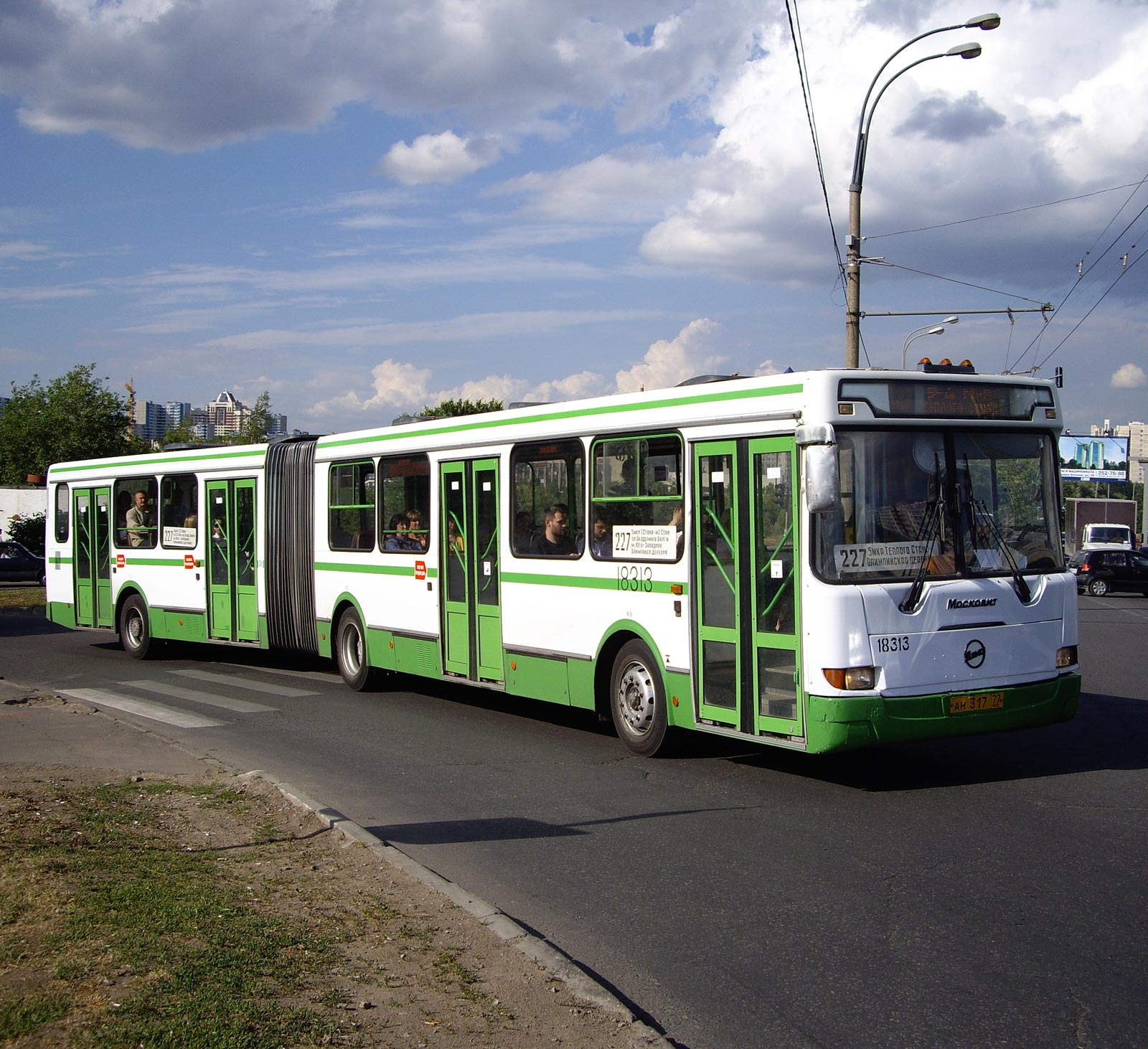
Gelenkbus LiAZ-6212

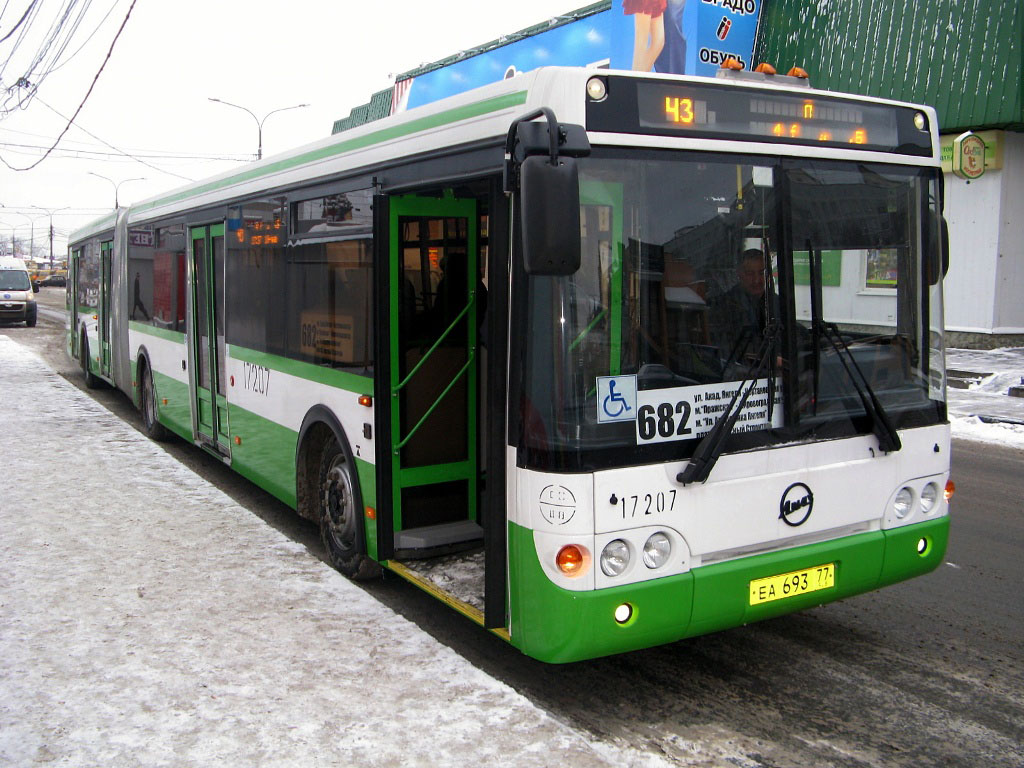
Gelenkbus LiAZ-6213

Das Likinski Awtobusny Sawod (russisch Ликинский автобусный завод (ЛиАЗ)), kurz auch LiAZ, in der Stadt Likino-Duljowo ist ein russischer Hersteller von Omnibussen.

## Geschichte
Seit 1937 wurde in Likino zunächst Holzverarbeitungsindustrie angesiedelt, ab 1944 die Maschinenfabrik Likino (Ликинский машиностроительный завод – ЛиМЗ).
1959 erhielt das Werk seinen heutigen Namen LiAZ (ЛиАЗ), die Busproduktion begann. Der erste Bus war der ZIL-158, der zuvor 1957 bis 1959 bei ZIL gebaut wurde. 1961 kam das modernisierte Modell ZIL-158W (LiAZ-158). Der bekannteste Bus des Werkes war aber der über 200.000 mal gefertigte LiAZ-677. Im Jahr 1975 wurde die Fabrik auf eine Kapazität von jährlich 10.000 Bussen erweitert. Im Jahr 1976 wurde das Werk per Dekret des Präsidiums des Obersten Sowjets der UdSSR mit dem Orden des Roten Banners der Arbeit ausgezeichnet.
Im Jahr 1986 begann die Serienproduktion des Modells LiAZ-5256, das in den 1990er-Jahren zum wichtigsten Typ wurde. Bis Januar 2013 wurden mehr als 24.650 Busse dieses Typs gebaut. Nach dem Zerfall der Sowjetunion wurde die Produktion aufgrund der schwierigen wirtschaftlichen Situation zunächst gedrosselt und 1996 eingestellt. 1997 wurde das Konkursverfahren eröffnet.
Seit dem Jahr 2000 gehört LiAZ zur Holding „Russische Autobusse“ und gehört seit 2005 zur GAZ-Gruppe. Seitdem werden wieder neue Modelle entwickelt und produziert.

## Historische Modelle
- ZIL-158 (1959–1961)
- LiAZ-158 (1961–1970)
- LiAZ-677 (1968–1994)

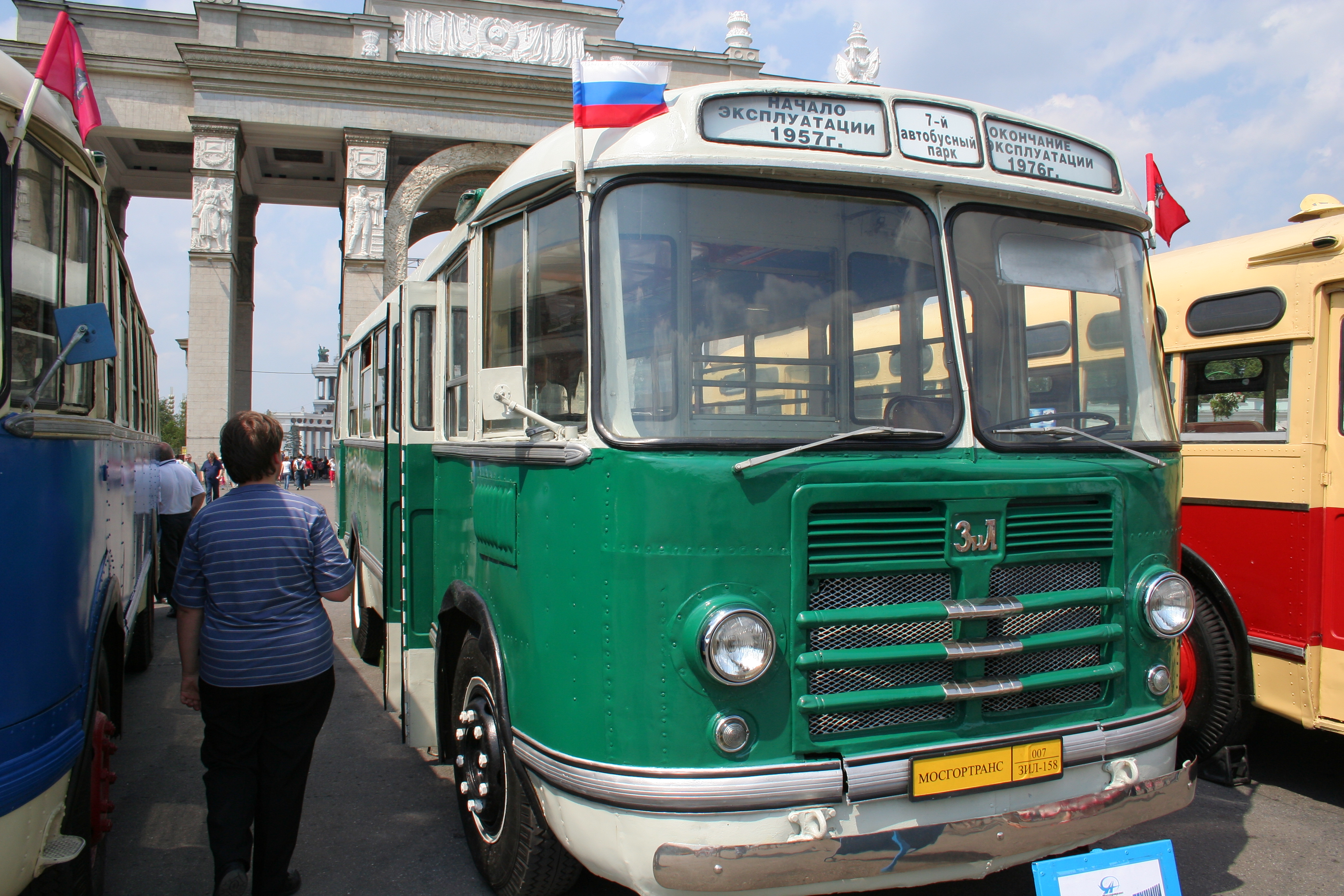
ZIL-158 von 1961
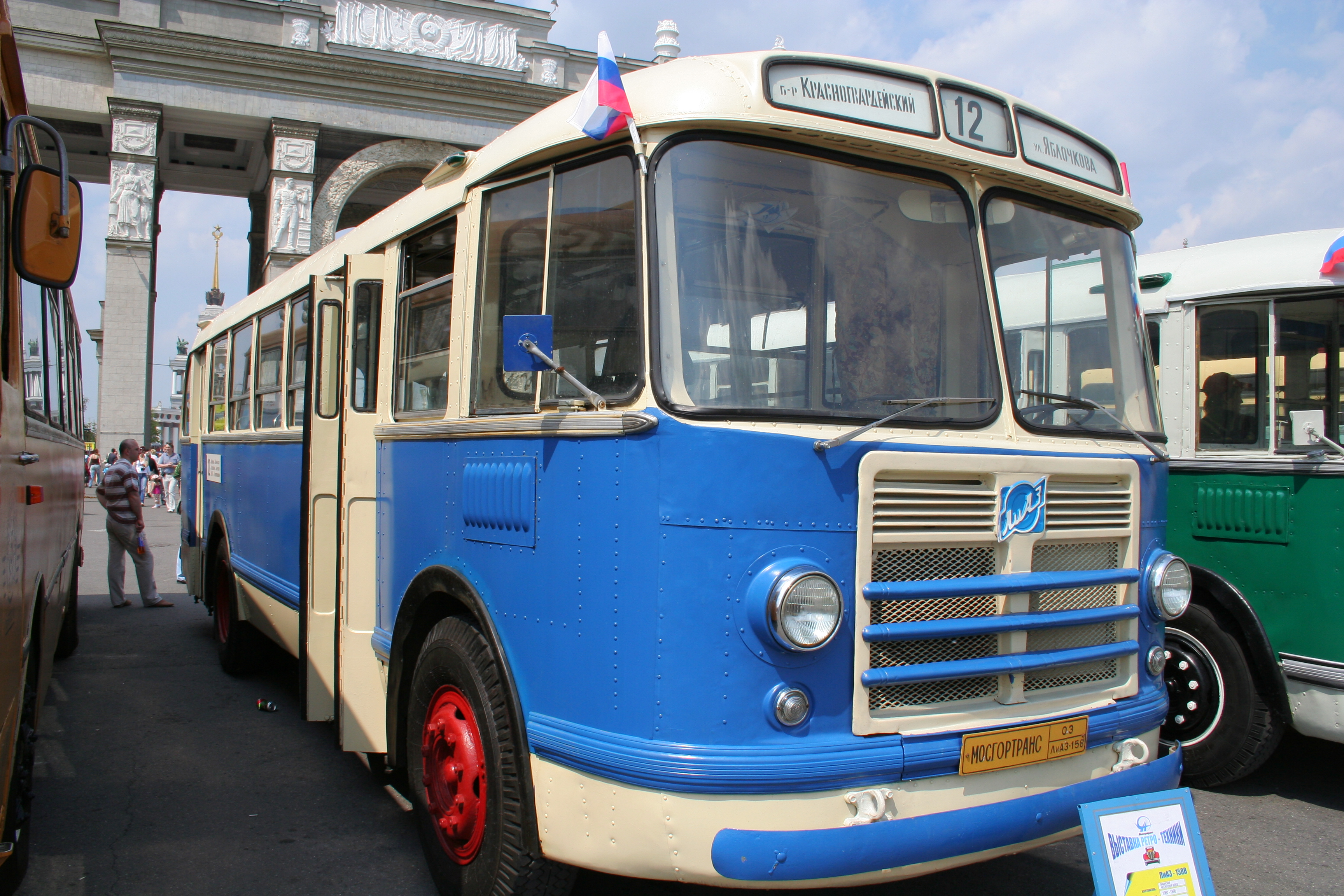
LiAZ-158 (ZIL-158W) von 1965
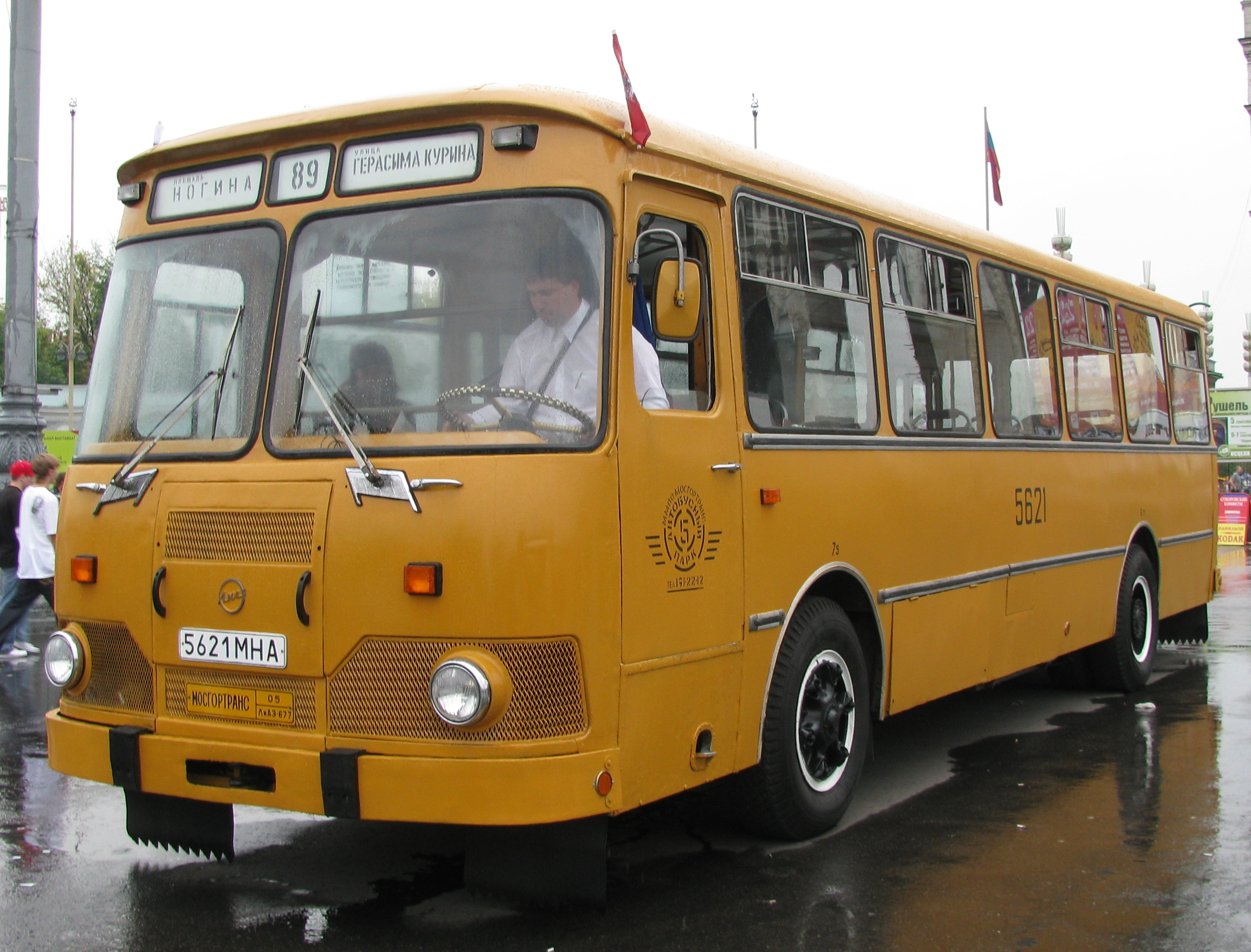
LiAZ-677M
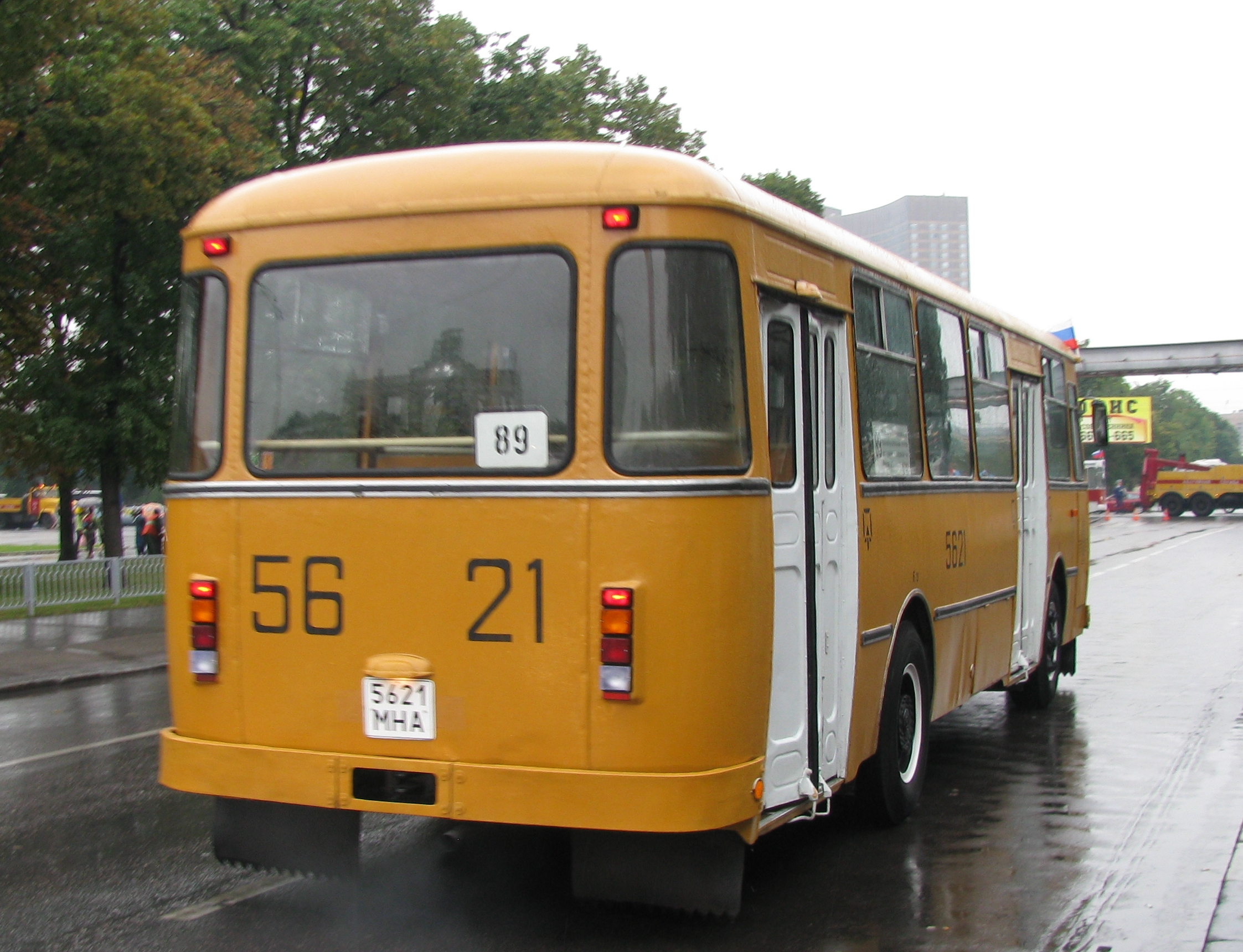
LiAZ-677M, Heckansicht

## Aktuelle Modelle

### Busse
- LiAZ-5256 (seit 1986), auch mit Erdgasantrieb (Modell LiAZ-5256.57)
- LiAZ-5292 (seit 2004), auch mit Hybrid- und Erdgasantrieb (erfüllt die EEV-/Euro-6-Abgasnorm)
- LiAZ-5293 (seit 2006), auch mit Erdgasantrieb (Modell LiAZ-5293.70)
- LiAZ-6212 (seit 2006), Gelenkbus auf Basis des LiAZ-5256
- LiAZ-6213 (seit 2007), Gelenkbus auf Basis des LiAZ-5292

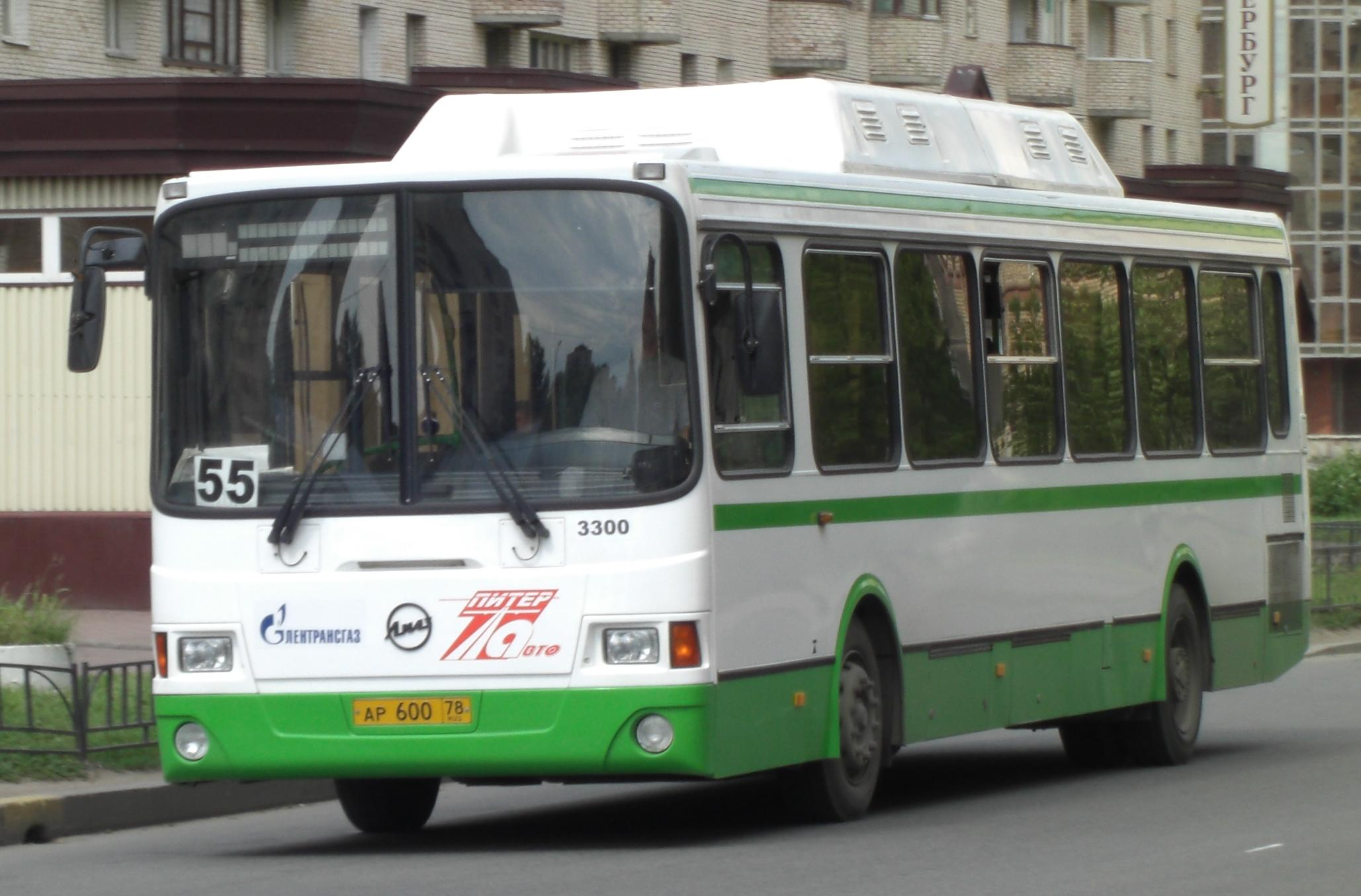
LiAZ-5256.57 mit Erdgasmotor
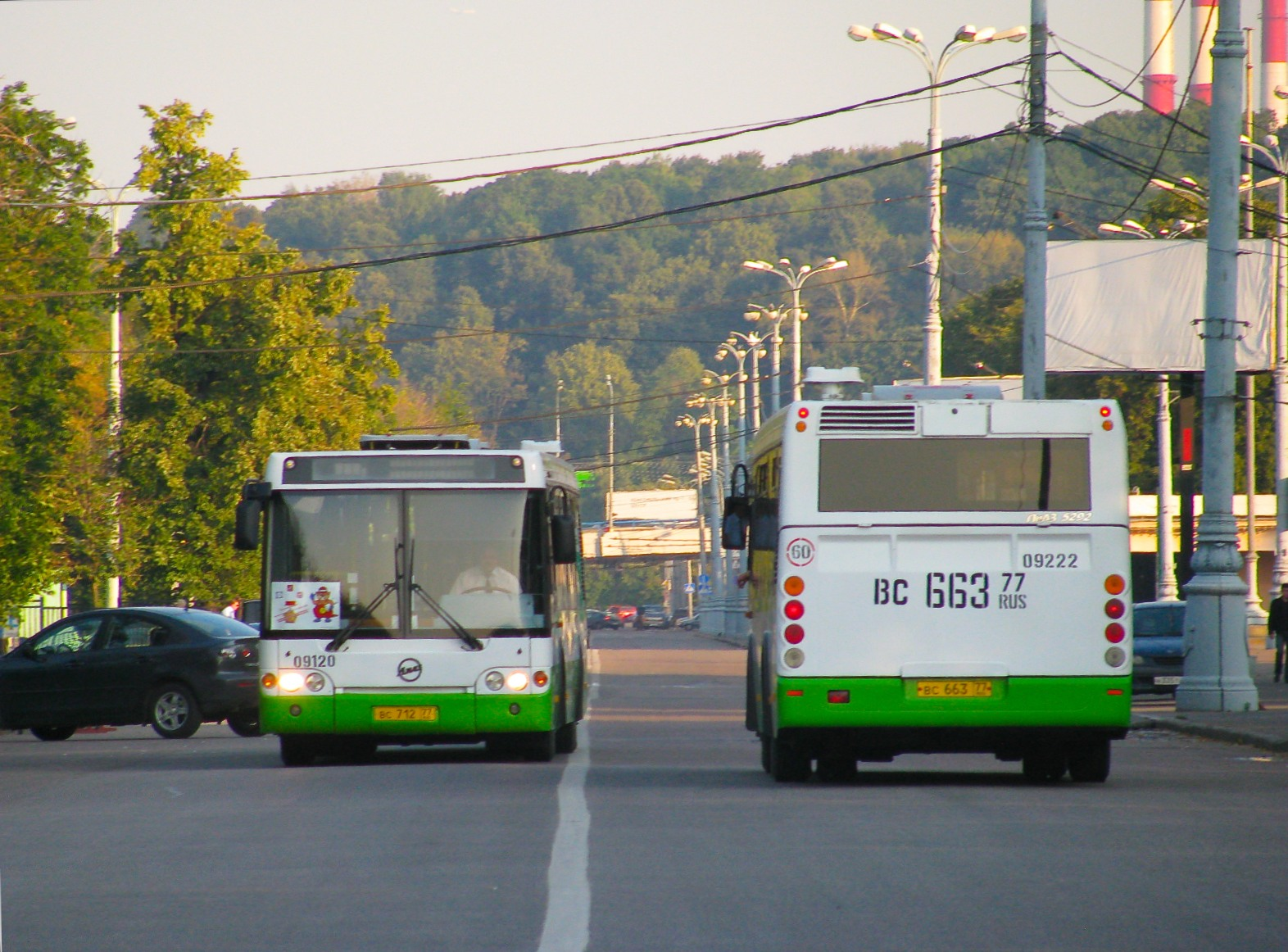
LiAZ-5292.20
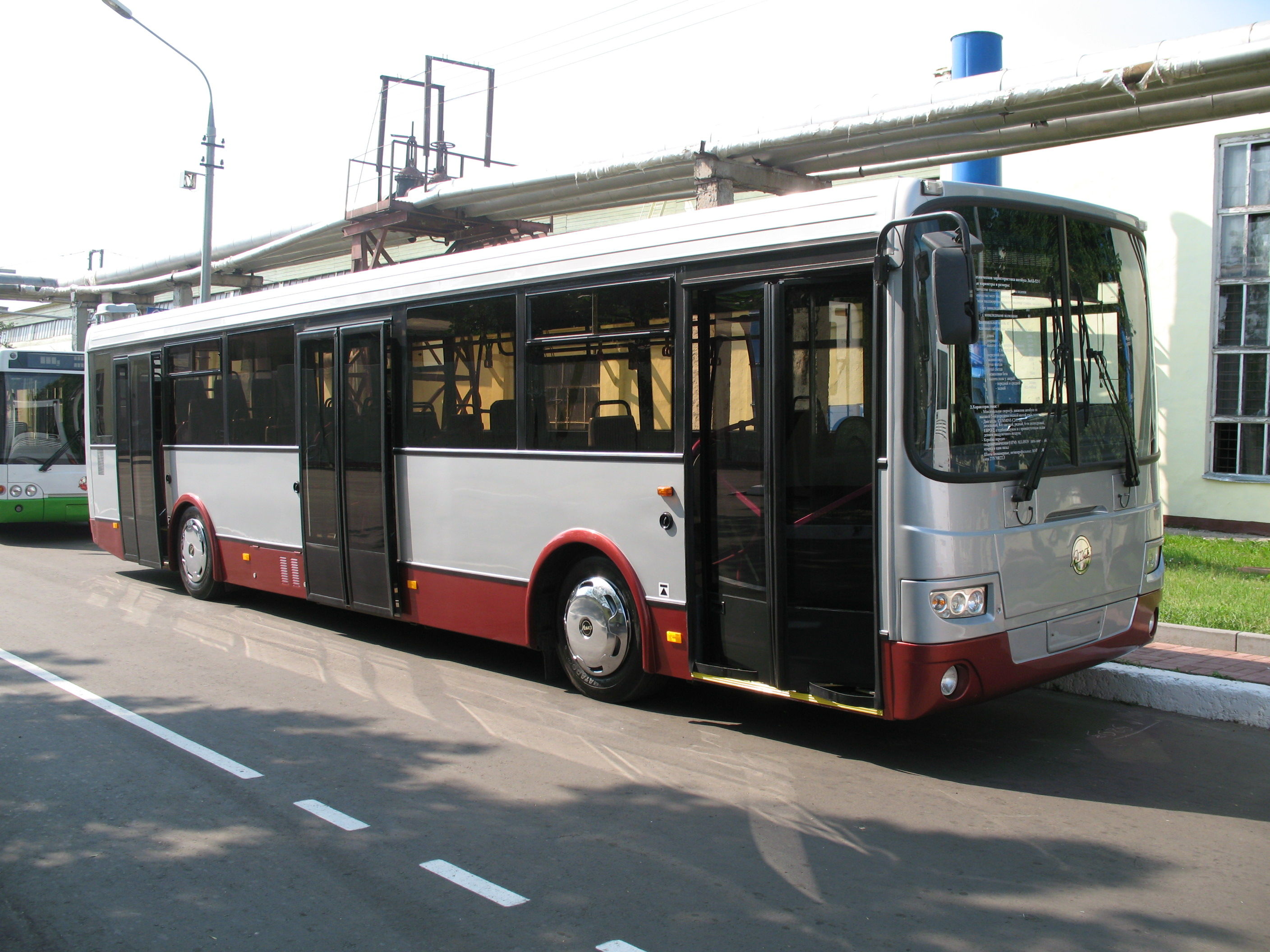
LiAZ-5293

### Oberleitungsbusse
- LiAZ-5280 (seit 2006), Oberleitungsbus auf Basis des LiAZ-5256
- LiAZ-52802, Niederflur-Version des LiAZ-5280
- LiAZ-52803, LE-Version des LiAZ-5280

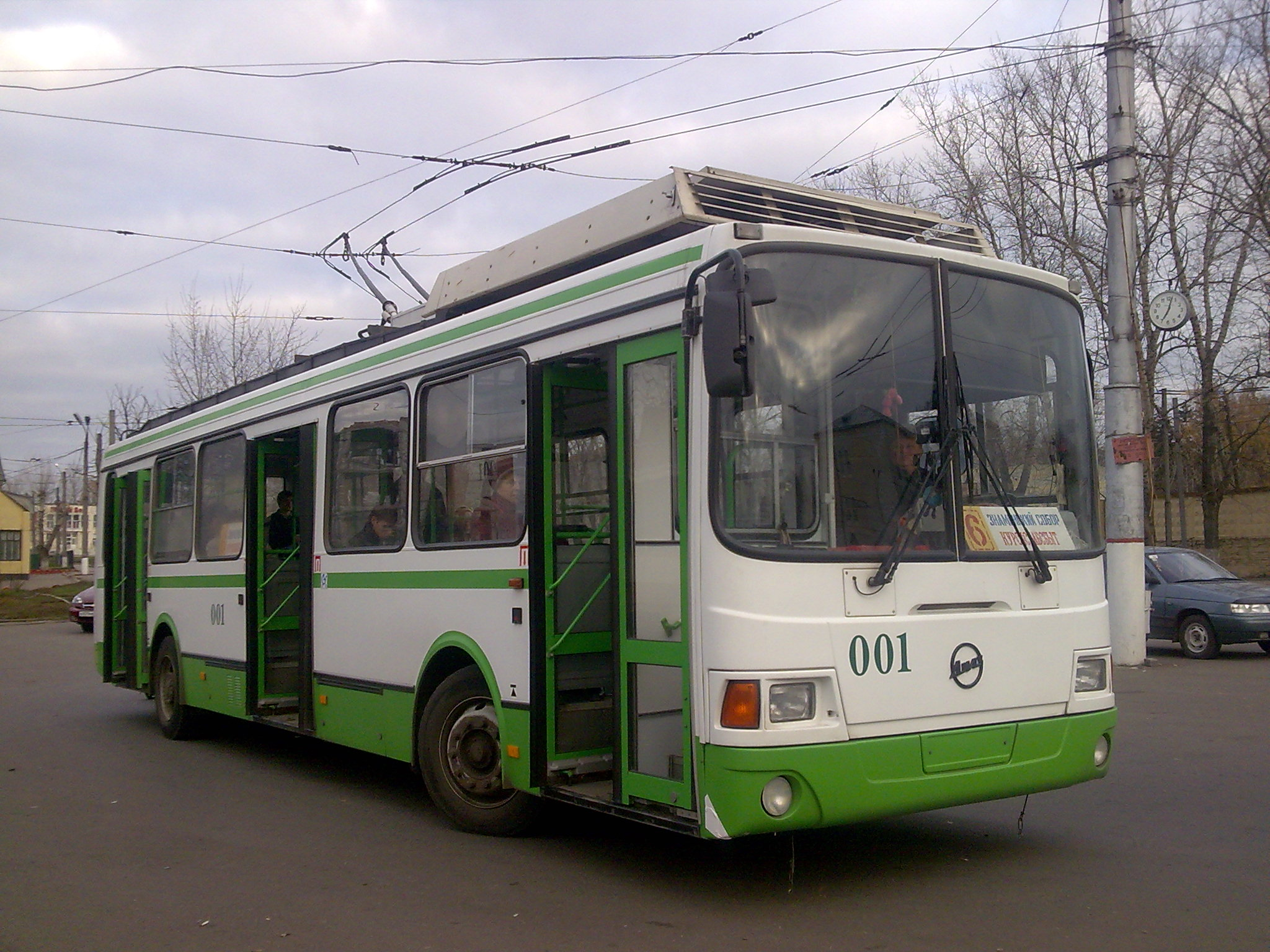
Obus LiAZ-5280